# Upeneus australiae
Upeneus australiae es una especie de peces de la familia Mullidae en el orden de los Perciformes.

## Morfología
• Los machos pueden llegar alcanzar los 9 cm de longitud total.

## Distribución geográfica
Se encuentra en Australia (Australia Occidental, Queensland y Nueva Gales del Sur ).

## Hábitat
Es un pez de mar.